# Valerianella muricata
Valerianella muricata là một loài thực vật có hoa trong họ Kim ngân. Loài này được M.Bieb. ex W.H.Baxter miêu tả khoa học đầu tiên năm 1850.